# Ouled Rahmoune
Pour les articles homonymes, voir Rahmoun.
Ouled Rahmoune (en arabe : أولاد رحمون) est une commune de la wilaya de Constantine en Algérie.

## Géographie

### Localités
La commune compte trois agglomérations :
- Ouled Rahmoune
- El Guerrah
- Bounouara